# Finlands ishockeylandshold (herrer)
Finlands ishockeylandshold er det nationale ishockeylandshold i Finland, og kontrolleres af Finlands Ishockeyforbund. Holdets største resultat nogensinde er guldmedaljerne ved VM 1995 i Sverige, hvor man i finalen besejrede værtsnationen med 4-1. Udover dette, har Finland vundet guld i VM 2011 i Slovakiet, VM 2019 i Slovakiet og VM 2022 i Finland. Udover denne titel er det blevet til en række guld, sølv- og bronzemedaljer i såvel OL- som VM-sammenhæng.
Holdet tilhører verdenseliten og er i Finland kendt under kælenavnet Leijonat (løverne).Finland tilhører den såkaldte "big six", sammen med Sverige, Rusland, Tjekkiet, USA og Canada.

## Resultater

### OL
- 1952 – 7. plads
- 1956 – Deltog ikke
- 1960 – 7. plads
- 1964 – 6. plads
- 1968 – 5. plads
- 1972 – 5. plads
- 1976 – 4. plads
- 1980 – 4. plads
- 1984 – 6. plads
- 1988 – Sølv
- 1992 – 7. plads
- 1994 – Bronze
- 1998 – Bronze
- 2002 – 6. plads
- 2006 – Sølv
- 2010 – Bronze
- 2014 – Bronze
- 2018 – 6. plads
- 2022 – Guld

### VM
| - 1939 - 14. plads - 1949 - 7. plads - 1950 - Deltog ikke - 1951 - 7. plads - 1953 - Deltog ikke - 1954 - 6. plads - 1955 - 9. plads - 1957 - 5. plads - 1958 - 6. plads - 1959 - 6. plads - 1961 - 7. plads - 1962 - 4. plads - 1963 - 5. plads - 1965 - 7. plads - 1966 - 7. plads - 1967 - 6. plads - 1969 - 5. plads - 1970 - 4. plads - 1971 - 4. plads - 1972 - 4. plads - 1973 - 4. plads - 1974 - 4. plads | - 1975 - 4. plads - 1976 - 5. plads - 1977 - 5. plads - 1978 - 7. plads - 1979 - 5. plads - 1981 - 6. plads - 1982 - 5. plads - 1983 - 7. plads - 1985 - 5. plads - 1986 - 4. plads - 1987 - 5. plads - 1989 - 5. plads - 1990 - 6. plads - 1991 - 5. plads - 1992 - Sølv - 1993 - 7. plads - 1994 - Sølv - 1995 - Guld - 1996 - 5. plads - 1997 - 5. plads - 1998 - Sølv | - 1999 - Sølv - 2000 - Bronze - 2001 - Sølv - 2002 - 4. plads - 2003 - 5. plads - 2004 - 6. plads - 2005 - 7. plads - 2006 - Bronze - 2007 - Sølv - 2008 - Bronze - 2009 - 5. plads - 2010 - 6. plads - 2011 - Guld - 2012 - 4. plads - 2013 - 4. plads - 2014 - Sølv - 2015 - 6. plads - 2016 - Sølv - 2017 - 4. plads - 2018 - 5. plads - 2019 - Guld - 2020 - COVID-19 pandemien - 2021 - Sølv - 2022 - Guld - 2023 - |

## Kendte spillere
- Aarne Honkavaara 1943-1953
- Keijo Kuusela 1938-1959
- Lasse Oksanen 1962-1977
- Esa Peltonen 1965-1982
- Raimo Kilpiö 1956-1967
- Teppo Rastio 1953-1964
- Heino Pulli 1957-1965
- Juhani Tamminen 1969-1982
- Heikki Riihiranta 1967-1983
- Urpo Ylönen 1965-1979
- Unto Wiitala 1946-1956
- Jari Kurri 1979-1998
- Janne Ojanen 1986-
- Raimo Helminen 1983-2008
- Mika Nieminen 1988-2000
- Timo Jutila 1983-1997
- Saku Koivu 1992-
- Ville Peltonen 1993-
- Jere Lehtinen 1991-
- Ari Sulander 1992-
- Jarmo Myllys 1986-2001
- Jukka Tammi 1985-1998
- Esa Tikkanen 1985-2000
- Teemu Selänne 1988-
- Miikka Kiprusoff 1994-
- Olli Jokinen 1996-
- Mikko Koivu 2000-
- Petteri Nummelin 1990-

## Landstrænere
- Erkki Saarinen 1939–1941
- Risto Lindroos 1945–1946
- Henry Kvist 1946–1949
- Risto Lindroos 1950–1954
- Aarne Honkavaara 1954–1959
- Joe Wirkkunen 1959–1960
- Derek Holmes 1960–1961
- Joe Wirkkunen 1961–1966
- Gustav Bubnik 1966–1969
- Seppo Liitsola 1969–1972
- Len Lunde 1972–1973
- Kalevi Numminen 1973–1974
- Seppo Liitsola 1974–1976
- Lasse Heikkilä 1976–1977
- Kalevi Numminen 1977–1982
- Alpo Suhonen 1982–1986
- Rauno Korpi 1986–1987
- Pentti Matikainen 1987–1993
- Curt Lindström 1993–1997
- Hannu Aravirta 1997–2003
- Raimo Summanen 2003–2004
- Erkka Westerlund 2004–2007
- Doug Shedden 2007–2008
- Jukka Jalonen 2008–